# Championnat DTM 2004
Navigation
Édition précédente Édition suivante
Le championnat DTM 2004 s'est déroulé du 18 avril au 3 octobre 2004, sur un total de 10 courses, et a été remporté par le pilote suédois Mattias Ekström, au volant d'une Audi.
Trois marques étaient engagées:
- Mercedes avec la Mercedes CLK de 2003 et la Mercedes Classe C de 2004
- Audi avec l'Audi A4
- Opel avec l'Opel Astra V8 Coupé de 2003 et l'Opel Vectra GTS V8 de 2004

## Teams and drivers
| Make          | Team                           | Car                        | No. | Drivers               | Rounds |
| ------------- | ------------------------------ | -------------------------- | --- | --------------------- | ------ |
| Mercedes-Benz | HWA Team                       | AMG-Mercedes C-Klasse 2004 | 1   | Bernd Schneider       | Toutes |
| Mercedes-Benz | HWA Team                       | AMG-Mercedes C-Klasse 2004 | 2   | Christijan Albers     | Toutes |
| Mercedes-Benz | HWA Team                       | AMG-Mercedes C-Klasse 2004 | 7   | Gary Paffett          | Toutes |
| Mercedes-Benz | HWA Team                       | AMG-Mercedes C-Klasse 2004 | 8   | Jean Alesi            | Toutes |
| Mercedes-Benz | Persson Motorsport             | AMG-Mercedes CLK-DTM 2003  | 17  | Markus Winkelhock     | Toutes |
| Mercedes-Benz | Persson Motorsport             | AMG-Mercedes CLK-DTM 2003  | 18  | Stefan Mücke          | Toutes |
| Mercedes-Benz | Team Rosberg                   | AMG-Mercedes CLK-DTM 2003  | 20  | Jarek Janiš           | Toutes |
| Mercedes-Benz | Team Rosberg                   | AMG-Mercedes CLK-DTM 2003  | 21  | Bernd Mayländer       | Toutes |
| Audi          | Audi Sport Team Abt Sportsline | Audi A4 DTM 2004           | 5   | Mattias Ekström       | Toutes |
| Audi          | Audi Sport Team Abt Sportsline | Audi A4 DTM 2004           | 6   | Martin Tomczyk        | Toutes |
| Audi          | Audi Sport Team Abt Sportsline | Audi A4 DTM 2004           | 11  | Christian Abt         | Toutes |
| Audi          | Audi Sport Team Abt Sportsline | Audi A4 DTM 2004           | 12  | Tom Kristensen        | Toutes |
| Audi          | Audi Sport Team Joest          | Audi A4 DTM 2004           | 44  | Emanuele Pirro        | Toutes |
| Audi          | Audi Sport Team Joest          | Audi A4 DTM 2004           | 45  | Frank Biela           | Toutes |
| Opel          | OPC Team Phoenix               | Opel Vectra GTS V8 2004    | 3   | Marcel Fässler        | Toutes |
| Opel          | OPC Team Phoenix               | Opel Vectra GTS V8 2004    | 4   | Laurent Aïello        | Toutes |
| Opel          | OPC Team Phoenix               | Opel Vectra GTS V8 2004    | 14  | Peter Dumbreck        | Toutes |
| Opel          | OPC Team Holzer                | Opel Vectra GTS V8 2004    | 9   | Heinz-Harald Frentzen | Toutes |
| Opel          | OPC Team Holzer                | Opel Vectra GTS V8 2004    | 10  | Manuel Reuter         | Toutes |
| Opel          | OPC Team Holzer                | Opel Vectra GTS V8 2004    | 15  | Timo Scheider         | Toutes |
| Opel          | OPC Euroteam                   | Opel Astra V8 Coupé        | 16  | Jeroen Bleekemolen    | Toutes |

## Calendrier
| Épreuve | Circuit      | Date         | Pole Position     | Meilleur tour     | Vainqueur pilote  | Vainqueur écurie               |
| ------- | ------------ | ------------ | ----------------- | ----------------- | ----------------- | ------------------------------ |
| 1       | Hockenheim   | 18 avril     | Jean Alesi        | Bernd Schneider   | Gary Paffett      | HWA Team                       |
| 2       | Estoril      | 2 mai        | Mattias Ekström   | Mattias Ekström   | Christijan Albers | HWA Team                       |
| 3       | Adria        | 16 mai       | Mattias Ekström   | Bernd Schneider   | Mattias Ekström   | Audi Sport Team Abt Sportsline |
| 4       | Lausitzring  | 6 juin       | Christijan Albers | Bernd Schneider   | Mattias Ekström   | Audi Sport Team Abt Sportsline |
| 5       | Norisring    | 27 juin      | Jean Alesi        | Bernd Schneider   | Gary Paffett      | HWA Team                       |
| HC      | Shanghai     | 18 juillet   | Gary Paffett      | Bernd Schneider   | Gary Paffett      | HWA Team                       |
| 6       | Nürburgring  | 1er août     | Gary Paffett      | Gary Paffett      | Gary Paffett      | HWA Team                       |
| 7       | Oschersleben | 8 août       | Martin Tomczyk    | Tom Kristensen    | Tom Kristensen    | Audi Sport Team Abt Sportsline |
| 8       | Zandvoort    | 5 septembre  | Mattias Ekström   | Christijan Albers | Mattias Ekström   | Audi Sport Team Abt Sportsline |
| 9       | Brno         | 19 septembre | Mattias Ekström   | Manuel Reuter     | Mattias Ekström   | Audi Sport Team Abt Sportsline |
| 10      | Hockenheim   | 3 octobre    | Martin Tomczyk    | Mattias Ekström   | Bernd Schneider   | HWA Team                       |

- Course hors-championnat

## Classement des pilotes
| Position | Pilote                | Voiture (millésime) | Points |
| 1        | Mattias Ekström       | Audi A4             | 74     |
| 2        | Gary Paffett          | Mercedes Classe C   | 57     |
| 3        | Christijan Albers     | Mercedes Classe C   | 50     |
| 4        | Tom Kristensen        | Audi A4             | 43     |
| 5        | Martin Tomczyk        | Audi A4             | 39     |
| 6        | Bernd Schneider       | Mercedes Classe C   | 36     |
| 7        | Jean Alesi            | Mercedes Classe C   | 19     |
| 8        | Timo Scheider         | Opel Vectra GTS     | 15     |
| 9        | Marcel Fässler        | Opel Vectra GTS     | 13     |
| 10       | Laurent Aiello        | Opel Vectra GTS     | 12     |
| 11       | Emanuele Pirro        | Audi A4             | 11     |
| 12       | Manuel Reuter         | Opel Vectra GTS     | 9      |
| 13       | Peter Dumbreck        | Opel Vectra GTS     | 6      |
| 14       | Heinz-Harald Frentzen | Opel Vectra GTS     | 3      |
| 15       | Stefan Mücke          | Mercedes CLK        | 2      |
| 16       | Christian Abt         | Audi A4             | 1      |